# Beoci
Beoci (izvirno srbsko Беоци) je naselje v Srbiji, ki upravno spada pod Občino Raška; slednja pa je del Raškega upravnega okraja.

## Demografija
V naselju, katerega izvirno (srbsko-cirilično) ime je Беоци, živi 393 polnoletnih prebivalcev, pri čemer je njihova povprečna starost 46,4 let (46,7 pri moških in 46,1 pri ženskah). Naselje ima 152 gospodinjstev, pri čemer je povprečno število članov na gospodinjstvo 3,04.
To naselje je, glede na rezultate popisa iz leta 2002, večinoma srbsko.
|  |

| Demografija | Demografija     | Demografija     |
| Leto        | Št. prebivalcev | Št. prebivalcev |
| ----------- | --------------- | --------------- |
|             |                 |                 |
|             |                 |                 |
|             |                 |                 |
|             |                 |                 |
| 1948        | 524             |                 |
| 1953        | 570             |                 |
| 1961        | 589             |                 |
| 1971        | 537             |                 |
| 1981        | 525             |                 |
| 1991        | 529             | 525             |
| 2002        | 467             | 462             |
|             |                 |                 |

| Etnična sestava po popisu iz leta 2002 | Etnična sestava po popisu iz leta 2002 | Etnična sestava po popisu iz leta 2002 | Etnična sestava po popisu iz leta 2002 | Etnična sestava po popisu iz leta 2002 |
| -------------------------------------- | -------------------------------------- | -------------------------------------- | -------------------------------------- | -------------------------------------- |
| Srbi                                   | Srbi                                   |                                        | 459                                    | 99,35%                                 |
| Črnogorci                              | Črnogorci                              |                                        | 2                                      | 0,43%                                  |
| Neznano                                | Neznano                                |                                        | 0                                      | 0,0%                                   |